# 80 metres tanques
Els 80 metres tanques són una prova d'atletisme que entre els Jocs Olímpics de Los Angeles de 1932 i els de Múnic el 1972 fou una prova olímpica. Va ser substituïda per la prova dels 100 metres tanques. En l'actualitat és una prova destinada a categoria màster i de formació.

## Medallistes a les Olimpíades
| Proves               | Or                                   | Plata                    | Bronze                   |
| Los Angeles 1932     | Babe Didrikson (USA)                 | Evelyne Hall (USA)       | Marjorie Clark (RSA)     |
| Berlín 1936          | Ondina Valla (ITA)                   | Anni Steuer (GER)        | Elizabeth Taylor (CAN)   |
| Londres 1948         | Fanny Blankers-Koen (NED)            | Maureen Gardner (GBR)    | Shirley Strickland (AUS) |
| Helsinki 1952        | Shirley Strickland de la Hunty (AUS) | Maria Golubnichaya (URS) | Maria Sander (GER)       |
| Melbourne 1956       | Shirley Strickland de la Hunty (AUS) | Gisela Köhler (GER)      | Norma Thrower (AUS)      |
| Roma 1960            | Irina Press (URS)                    | Carole Quinton (GBR)     | Gisela Birkemeyer (GER)  |
| Tokyo 1964           | Karin Balzer (GER)                   | Teresa Ciepły (POL)      | Pam Kilborn (AUS)        |
| Ciutat de Mèxic 1968 | Maureen Caird (AUS)                  | Pam Kilborn (AUS)        | Chi Cheng (ROC)          |